# 埃及曲霉
埃及曲霉（学名：Aspergillus egyptiacus）是属于散囊菌目发菌科曲霉属的一种真菌，可生长在土壤、人参等基物上。该种分布于中国、埃及等地。